# 후쿠다 쇼
후쿠다 쇼(일본어: 福田 翔生, 2001년 3월 23일~)는 일본의 축구 선수이다.

## 구단 경력
그는 2019년 일본 풋볼 리그의 FC 이마바리에 입단했다. 2019년 일본 풋볼 리그 3위를 기록하여 J3리그로 승격했다. 2023년 YSCC 요코하마로 이적, 21경게 출전하여 11득점을 기록했다. 2023년 8월 J1리그의 쇼난 벨마레로 이적했다. 2025년까지 62경기에 출전하여, 14득점을 넣었다. 2025년 7월 브뢴뷔 IF로 이적했다.